# Асбест
Асбест (рус. Асбест) град је у Русији у Свердловској области. Према попису становништва из 2010. у граду је живело 68.914 становника.

## Становништво
Према прелиминарним подацима са пописа, у граду је 2010. живело 68.914 становника, 7.414 (9,71%) мање него 2002.
| 1939.  | 1959.  | 1970.  | 1979.  | 1989.  | 2002.  | 2010.  |
| ------ | ------ | ------ | ------ | ------ | ------ | ------ |
| 28.906 | 60.053 | 75.508 | 78.673 | 84.470 | 76.328 | 68.893 |